# Flesh of My Flesh, Blood of My Blood
Flesh Of My Flesh, Blood Of Blood es el segundo álbum lanzado por el rapero DMX en 1998. El álbum debutó #1 en Billboard 200.

## Lista de canciones
1. My Niggas (Skit) 1:27
2. Bring Your Whole Crew 3:40
3. Pac Man (Skit):56
4. Ain't No Way 4:49
5. We Don't Give a Fuck 4:07
6. Keep Your Shit the Hardest 4:48
7. Coming From (con Mary J. Blige) 5:13
8. It's All Good 4:17
9. The Omen (con Marilyn Manson) 4:56
10. Slippin' 5:05
11. No Love 4 Me 4:00
12. Dogs for Life 5:31
13. Blackout (con Jay-Z & The Lox) 5:00
14. Flesh of My Flesh, Blood of My Blood 4:32
15. Heat 4:07
16. Ready to Meet Him 7:24

## Charts
| Chart (1998)                          | Posición peak |
| ------------------------------------- | ------------- |
| Canadian Albums Chart                 | 28            |
| U.S. Billboard 200                    | 1             |
| U.S. Billboard Hot R&B/Hip-hop albums | 1             |